# Guido Bonino (politico 1940)
Guido Bonino (Camerana, 13 settembre 1940) è un politico italiano.

## Biografia
Laureato in giurisprudenza, è docente. Fin dalla giovane età è impegnato in politica con il Partito Socialista Italiano, con cui viene eletto consigliere comunale a Cengio (carica che ricoprirà quasi ininterrottamente fino al 2010). Dopo essere diventato consigliere provinciale del PSI a Savona, nel 1985 viene eletto Presidente della Provincia di Savona, carica che ricopre fino al 1990.
Dopo un periodo da indipendente aderisce alla Lega Nord, con cui viene eletto consigliere regionale in Liguria nel 1995 e poi ancora nel 2000, restando in carica fino al 2005.
Alle elezioni politiche del 2008 viene eletto alla Camera dei deputati con la Lega; a Montecitorio è membro della XI Commissione lavoro pubblico e privato. Termina il mandato parlamentare nel 2013.